# 스티브 아이스먼
스티브 아이스먼(Steve Eisman)는 미국의 사업가, 투자가이다. 

## 같이 보기
- 공매도
- 부채 담보부 증권